# سیارک ۷۶۰۰
سیارک ۷۶۰۰ (به انگلیسی: 7600 Vacchi، نامگذاری:1994RB1) هفت هزار و ششصدمین سیارک کشف شده‌است که در ۹ سپتامبر ۱۹۹۴ کشف شد.
قدر مطلق سیارک برابر ۱۳٫۵۰ است.